# Зуни (народ)

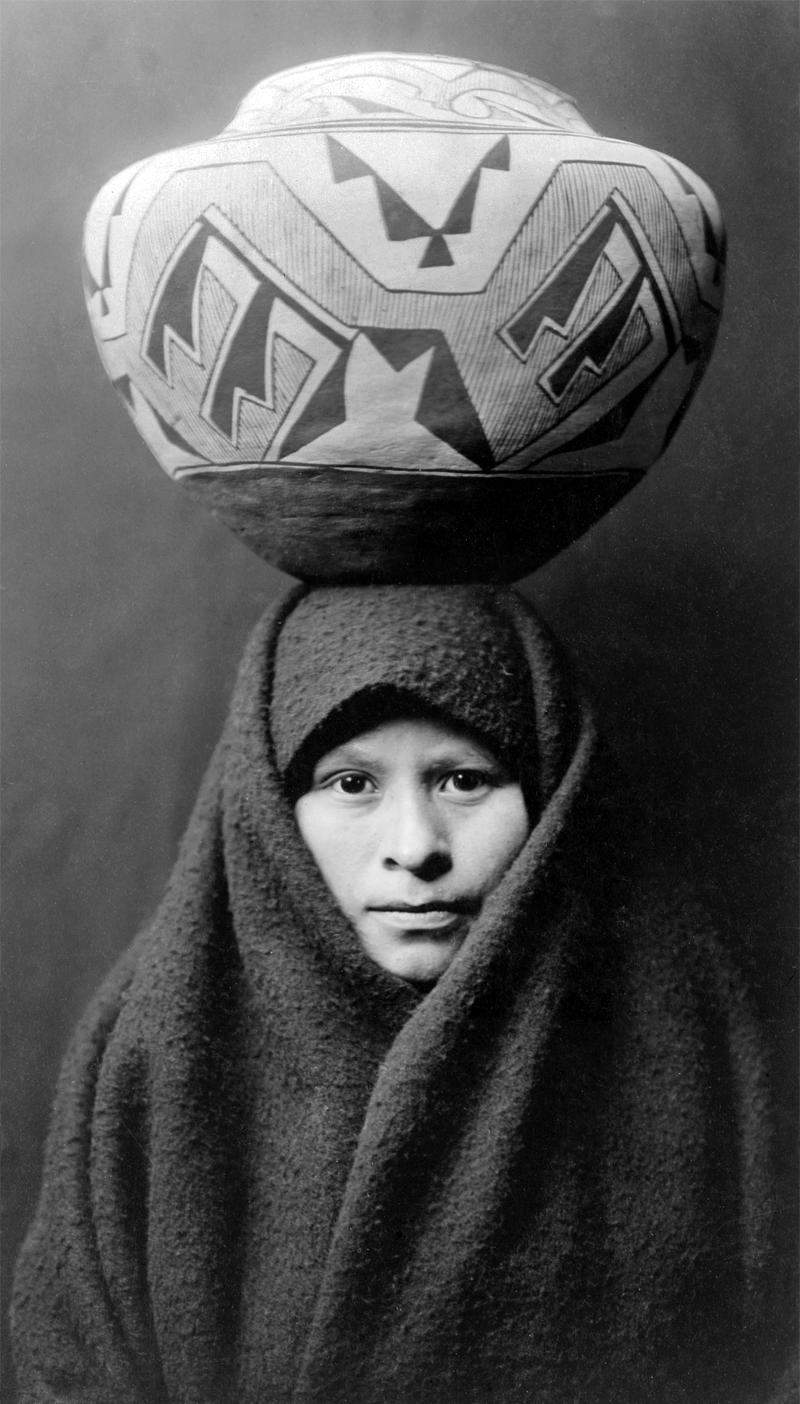
Девушка зуни с кувшином, 1903

Зу́ни, зу́ньи (англ. Zuni, Zuñi), су́ньи (исп. zuñi [θuɲi], из названия на языке керес; самоназвание a: shiwi) — индейский народ группы пуэбло на юго-западе США. Живут в основном в резервации зуни на западе штата Нью-Мексико, южнее города Гэллап, на границе со штатом Аризона. Численность 9,3 тысячи человек (перепись 2000 г.). На изолированном языке зуни свободно говорит более 70 % зуни; письменность на основе латинской графики, издаётся пресса, незначительно школьное обучение. Распространён также английский язык, ранее — испанский. Придерживаются традиционных культов.

## Традиционная культура
Традиционная культура типична для индейцев-земледельцев Юго-Запада США. Занимались поливным и богарным земледелием (кукуруза, фасоль, тыква), собирательством и охотой (олени, антилопы, кролики), ремёслами (ткачество, гончарство, плетение корзин).
Делятся на матрилинейные роды (ныне — 14). Характерны ритуальные корпорации: мужские «общества кивы» каждое со своим святилищем — кивой (ныне — 6), объединённые в корпорацию Котиканне; знахарские общества (тикаве), доступные для мужчин и женщин (ныне — 12). Особое место занимают жреческие корпорации, представители которых олицетворяют духов, также называемых Жрецами: жрецы дождя (ашивани; ныне — 16) — мужчины и женщины (каждое место занимается представителем определённого рода), из которых особо выделялся глашатай (пеквинне), ассоциируемый с зенитом, бывший также хранителем календаря и жрецом Солнца; жрецы лука (апила ашивани; ныне — 2) — только мужчины (ранее — из воинов, снявших скальп с врага), поддерживали порядок, обеспечивали безопасность от внутренних и внешних врагов: вели войны, преследовали ведьм (ахаликви).
Традиционная космологическая модель ориентирована по 6 направлениям, каждое со своим цветовым определением (север — жёлтый, юг — красный, запад — синий, восток — белый, зенит — многоцветный, надир — чёрный). Под надиром лежат 4 нижних мира, над зенитом — 4 верхних мира. Мир населён созданиями двух видов: «сырой народ» и «приготовленный народ» (или «дневной народ»). «Дневные» создания питаются приготовленной пищей, «сырые» — сырой или пожертвованной «дневным народом». «Сырой народ» может принимать любую, но главным образом антропоморфную форму, поэтому оба вида признаются родственниками. Наиболее почитаемые из «сырых» созданий — Солнце (Отец-солнце), Луна (Мать, лунный свет дарящая), Земля (Мать-земля), духи-качина, Жрецы дождя и выполняющие их волю Жрецы лука, обитающие по 6 сторонам света и принимающие формы различных животных и других природных явлений.

## История

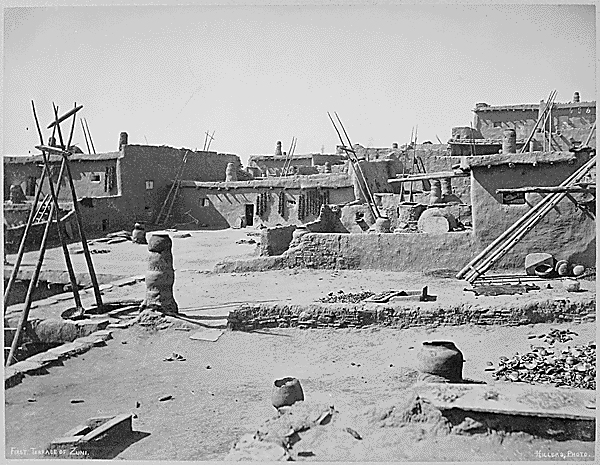
Пуэбло зуни в 1879

К началу контактов с испанцами (экспедиция Коронадо; 1536 год) насчитывали 4—6 тысячи человек, жили в 6 поселениях-пуэбло по реке Зуни (приток Литл-Колорадо) притокам. Были номинально покорены испанцами, участвовали в восстании пуэбло 1680 года и были вторично завоёваны в 1692 году и переселились в одно пуэбло. Попытки христианизации были безуспешны.
Ослабление политического и религиозного давления привело к частичной нормализации отношений с испанцами. У них были заимствованы техника металлообработки, сельско-хозяйственные культуры (пшеница, овёс, персики), скотоводство (овцы и ослы), система светской власти во главе с «губернатором», необходимая для сношений с внешним миром. Апачи и навахо, появившиеся в конце XV — начале XVI веков, освоив к началу XVIII века коневодство и овцеводство, стали основными противниками зуни.
Приход европейцев (середина XIX века) незначительно повлиял на зуни. В 1877 году была образована резервация, включившая ядро традиционной территории зуни. До начала XX века власть осуществлял совет 6-7 старших жрецов, ежегодно назначавший «губернатора» и его помощников. В начале XX века в совете жрецов образовались две фракции: консервативная («католическая») и прогрессивная («антикатолическая»). С 1934 года управляются выборным племенным советом. В 1970 году (первыми из индейцев США) приняли племенную конституцию, управление резервацией полностью перешло от федерального Бюро по делам индейцев (БДИ) к «губернатору» и племенному совету.
Большой вклад в изучение зуни внёс антрополог Фрэнк Кашинг, проживший среди них длительное время в конце XIX века. Кашинг безуспешно пытался отстоять права зуни во время экспроприации их земель.

## Современное положение
Современные зуни — один из самых экономически развитых народов пуэбло, большой процент имеют высшее образование. Современные занятия — работа по найму, традиционные ремёсла (производство серебряных украшений с бирюзой, амулетов из камня, расписной керамики, практически исчезло ткачество и плетение корзин), скотоводство (овцы, крупный рогатый скот, лошади); земледелие сохраняется незначительно (в том числе возделывание кукурузы для ритуальных целей), полностью оставлено традиционное мужское занятие — возделывание и уход за персиковыми садами. Сохраняют традиционные социальную организацию и мировоззрение.